# Karin Ljung
Karin Ljung är en svensk låtskrivare, sångare och musiklärare. Hon var klar med musiklärarutbildningen 1983 och deltog i Melodifestivalen 1988 med låten Säg är det sant? tillsammans med Michael Nannini. De hade skrivit låten tillsammans och slutade på en delad sjunde plats.